# Chiavari
Chiavari is een stad en gemeente in de Italiaanse regio Ligurië, in de provincie Genua. De stad ligt aan de Golf van Tigullio op het punt waar de rivier de Entella de zee instroomt. De mooie binnenstad en het strand lokken jaarlijks veel toeristen naar Chiavari. Karakteristiek zijn de gekleurde huizen en arcadegalerijen in het historische centrum. Rondom de stad zijn veel prehistorische vondsten gedaan; deze zijn tentoongesteld in het archeologisch museum.
De visserij speelt een belangrijke rol voor de stad. Chiavari bezit flinke vissers- en jachthavens. De meubelindustrie is gespecialiseerd in de productie van een zeer specifieke stoel; de elegante chiavarina.

## Sport
Virtus Entella is de professionele voetbalploeg van Chiavari en speelt in het Stadio Comunale.

## Geboren
- Andrea De Marco (1973), voetbalscheidsrechter
- Luca Raggio (1995), wielrenner

## Foto's

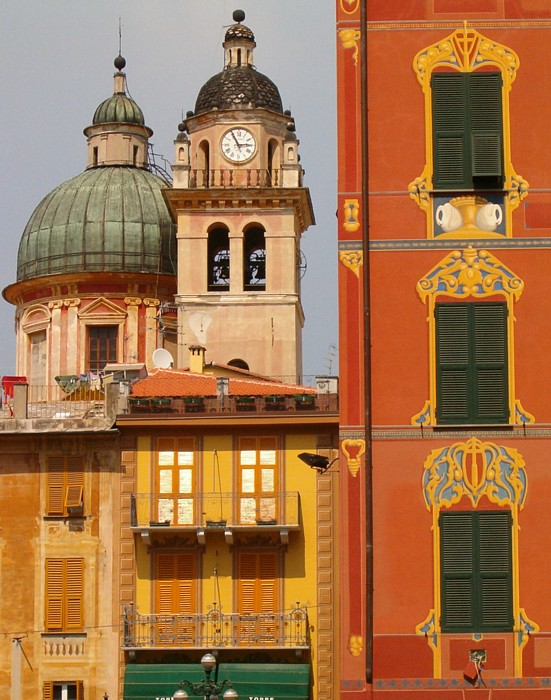
Chiavari
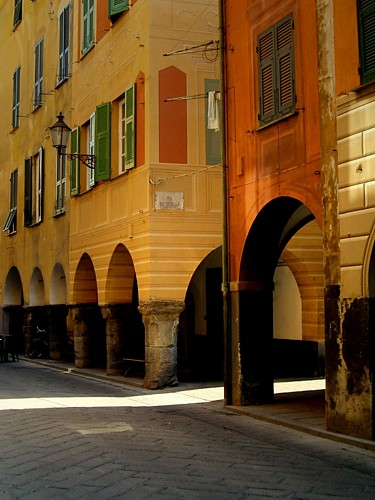
Chiavari; arcaden
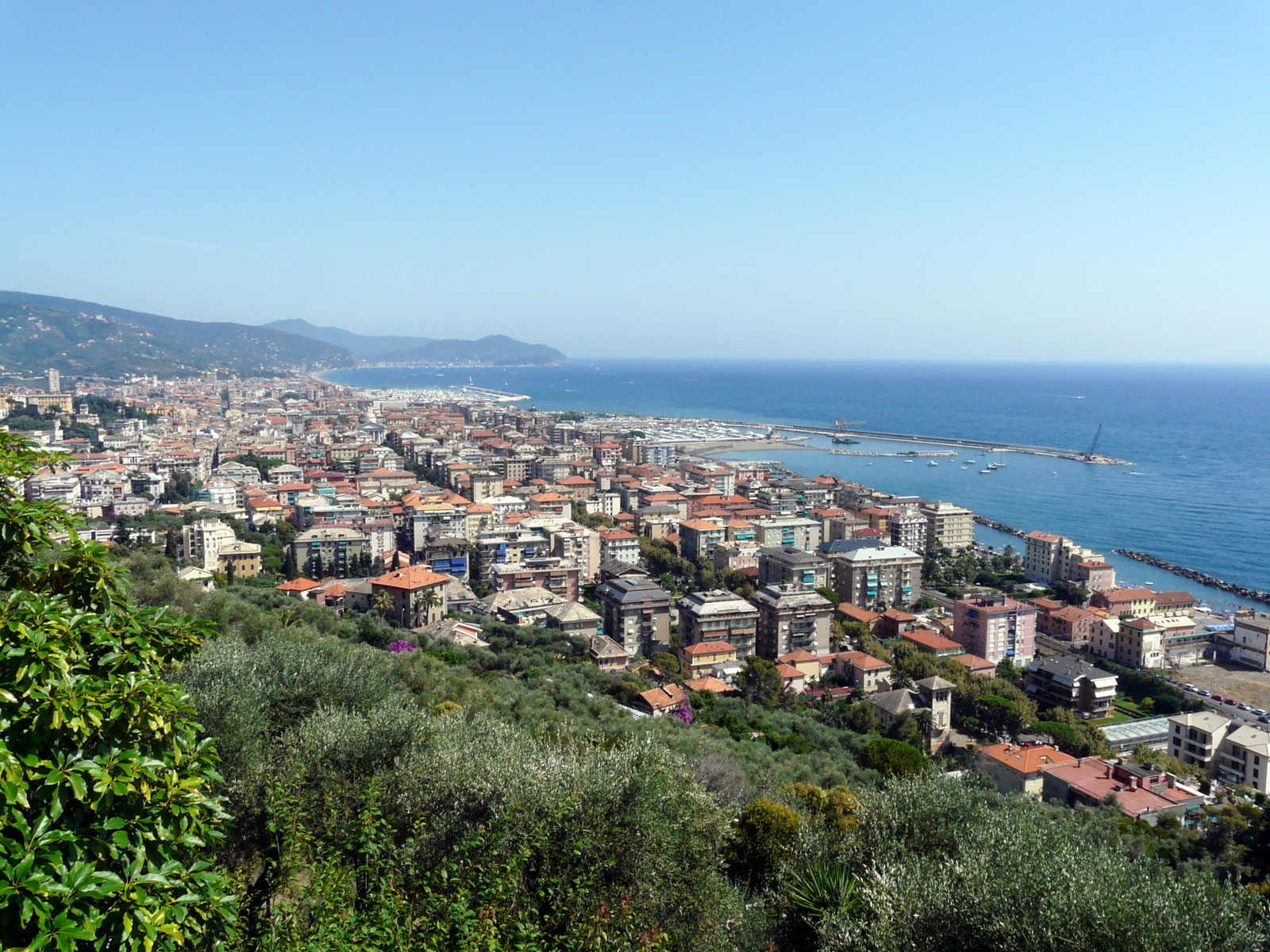
Luchtfoto